# Koko Ni Iru Yo!
Koko ni iru yo! (Övers. "Jag är här!") är en shojomanga av Ema Toyama. Serien består ursprungligen av fem volymer, men den engelska översättningen har buntats ihop till två tjocka volymer istället.

## Handling
Serien handlar om Hikage, en 8-klassare som verkar vara osynlig för alla. Hon skriver om sitt sorgsna liv i sin blogg, där hon får stöd av de två personerna som kommenterar (Mega Pig och Black Rabbit).
Men allt förändras en dag då två killar...faktiskt ser henne?!

## Karaktärer
Hikage Sumino är en ensam tjej som går i 8:an. Hon har långt brunt hår, och blåa ögon. Hon skriver en egen blogg om sitt liv. Ingen i klassen kommer ihåg vad hon heter.
Hinata Muto är en av de populära killarna i skolan, och är kär i Hikage. Hinata har mörkt, svart hår.
Teru Mikami är också en av de populära killarna i skolan, och även en kompis till Hinata. Han är blond och brukar ha fyra korsade hårnålar på varsin sida i sitt hår.
 Han är användaren Black Rabbit som besöker Hikages blogg. Även han har känslor för Hikage.
Aoi Nanjo är användaren Mega Pig.
Aya Fujinaga är en tjej som har känslor för Hinata. Detta är anledningen till att hon mobbar Hikage.

## Om mangakapitlena
Kapitel 1 "En solros och solen"

Kapitel 2 "Jag har vakat över dig"
Kapitel 3 "En solros i skuggan"
Kapitel 4 "Där solen skiner"
Kapitel 5 "Känslan att vilja springa i väg"
Kapitel 6 "I mörkret" 
Kapitel 7 "En viktig person"
Kapitel 8 "Ett varmt ställe" 
Kapitel 9 "Bloggminnena" 
Kapitel 10 "Gå inte"
Kapitel 11 "En hemlig konversation"
Kapitel 12 "Allt djupare tvivel"
Kapitel 13 "Black Rabbits identitet"
Kapitel 14 "Hinata och Teru"
Kapitel 15 "Motstridiga känslor"
Kapitel 16 "Två solar"
Kapitel 17 "Tills solrosen blommar"
Kapitel 18 "Din sista fristad"
Final Diary "Precis här, för alltid"

## Om extrakapitlerna
Special 1 "Hinata och Teru"
Special 2 "En annan solros (Mega Pigs kärlekshistoria)"